# Luchthaven Adler-Sotsji
Luchthaven Adler-Sotsji (Russisch: Сочи Международный аэропорт; internationale luchthaven Sotsji) is een internationaal vliegveld in het district Adlerski van de Russische stad Sotsji.
Het vliegveld werd aangelegd in november 1945 voor het vervoer naar de kuuroorden van Sotsji. In 1956 werd een luchthaventerminal gebouwd en in 1991 werd een nieuwe terminal gebouwd, die echter jarenlang onafgewerkt bleef.
Met het oog op de Olympische Winterspelen 2014 die aan Sotsji werden toegewezen, werd de capaciteit van de luchthaven verhoogd. De nieuwe terminal werd afgewerkt en in 2010 in bedrijf genomen. De voornaamste landingsbaan 06/24 werd in noordelijke richting over de rivier Mzymta verlengd tot 3500 meter. Er werd ook een spoorwegstation gebouwd. Na de aanpassingen zou de capaciteit van de luchthaven 4 miljoen passagiers per jaar moeten bedragen.

## Aansluitingen op ander openbaar vervoer
Er zou een treinverbinding met de lijn Sotsji - Olympisch Park Sotsji komen, maar uit de website van de luchthaven valt te concluderen dat deze nog niet in bedrijf is. Er rijden wel bussen.

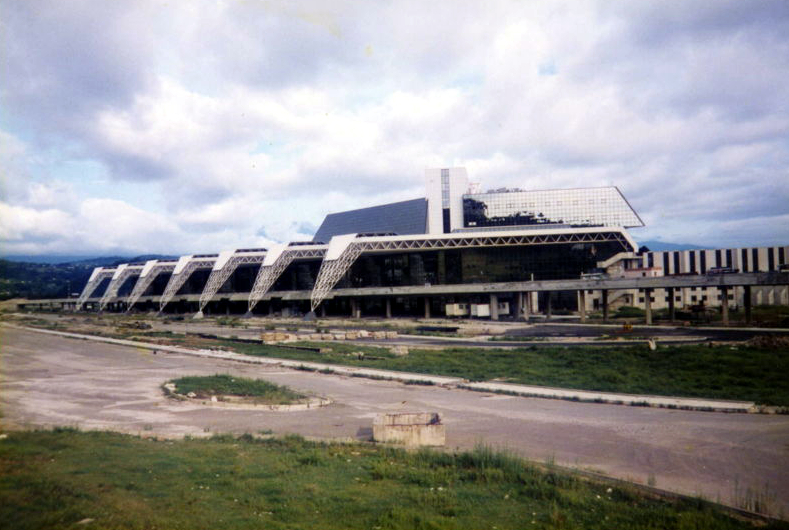
Nieuwe terminalgebouw van de luchthaven